# Громадянська війна у Франції
«Громадянська війна у Франції» — памфлет, написаний німецьким філософом й економістом Карлом Марксом (1818-1883) як офіційна відозва Міжнародного Робітничого Товариства, про природу та значення боротьби паризького пролетаріату під час франко-пруської війни (1870-1871) та Паризької комуни (1871). Твір був написаний англійською мовою у травні 1871 і вперше був опублікований у вигляді брошури у червні того-ж року у Лондоні.
Перший український переклад надрукувало українсько-американське видавництво «Космос», створене представниками закордонних дипломатичних місій УСРР і членами Комуністичної партії Західної України, 1924 року під назвою «Горожанська війна у Франції».

## Написання статті
З середини квітня до кінця травня 1871 року Карл Маркс, на той час житель Лондона, збирав й упорядковував вирізки з англійських, французьких і німецьких газет про хід Паризької комуни, про протистояння радикальних робітників Парижа консервативним силам, зосередженим насамперед у Версалі. Маркс мав доступ до французьких видань, що підтримували Комуну, а також до різних періодичних видань, що виходили в Лондоні англійською та французькою мовами. Маркс також мав доступ до описів перебігу подій, представлених провідними діячами Комуни та їхніми соратниками, такими як Поль Лафарг і Петро Лавров.
Спочатку Маркс мав намір написати звернення до робітників Парижа і зробив таку пропозицію на засіданні Генеральної Ради Інтернаціоналу 28 березня 1871 року, яку одноголосно схвалили. Подальший розвиток подій у Франції наштовхнув Маркса на думку, що документ необхідно спрямувати до робітничого класу всього світу, і на засіданні Генеральної Ради 18 квітня він передав цю пропозицію, зазначивши своє бажання написати про «загальний напрямок боротьби». Пропозицію схвалили, і Маркс почав писати документ. Основна робота над публікацією, здається, відбувалася між 6 і 30 травня 1871 року, причому Маркс написав оригінал документа англійською мовою.